# Esteban III de Moldavia

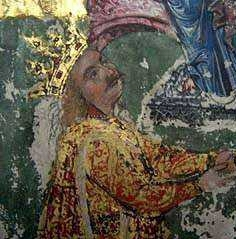
Representación de Esteban en el monasterio de Humor ("h" se pronuncia similar a la letra "jota").

Esteban III de Moldavia (1433, Borzești – 2 de julio de 1504), también conocido como Esteban el Grande ("Ștefan cel Mare" en rumano) o Esteban el Grande y el Santo ("Ștefan cel Mare și Sfânt"), fue príncipe de Moldavia entre 1457 y 1504, el más prominente representativo de la Casa Real Mușat.
Después de recibir apoyo militar de Vlad III de Valaquia, Ștefan llegó a ser príncipe de Moldavia, en 1457. Durante su reinado, transformó Moldavia en un estado poderoso y mantuvo su independencia frente a las ambiciones de Hungría, Polonia, y del Imperio otomano, que querían subyugar al país. A pesar de las continuas guerras, consiguió el florecimiento cultural y económico de Moldavia. 
Esteban llegó a ser famoso en Europa por su resistencia frente a los otomanos. No era solamente un gran jefe de guerra, sino también un gran diplomático, sensato y refinado. Fue victorioso en 34 de 36 batallas, y el primero en derrotar de manera decisiva al Imperio Otomano, en la Batalla de Vaslui, después de la cual el papa Sixto IV lo nombró verus christianae fidei athleta (verdadero campeón de la fe cristiana). Esteban fue un hombre religioso, construyendo iglesias y monasterios después de sus victorias, y pagando la deuda del Monte Athos al Imperio Otomano, asegurando de esta manera la autonomía de la comunidad monástica. Fue santificado en julio de 1992. 

## Reinado

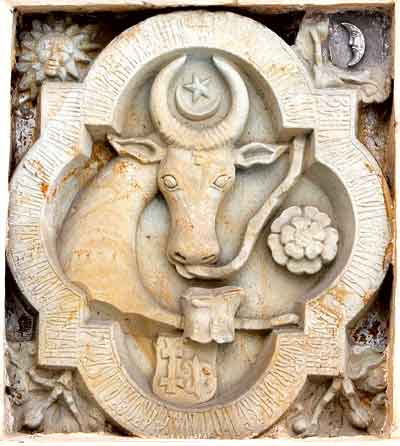
Escudo de Moldavia de 1481.

Amenazado por vecinos poderosos, consiguió oponerse a la invasión del rey húngaro Matías Corvino, derrotándolo en la Batalla de Baia (en 1467), e invadiendo Valaquia en 1471, porque Valaquia se había convertido en vasallo del Imperio otomano. Cuando el sultán Mehmed II organizó un ataque como respuesta a Moldavia, Esteban derrotó a los invasores en la Batalla de Vaslui, en 1475, una victoria que cortó temporalmente el avance turco en la Europa oriental.  
Esteban fue derrotado en Războieni el año siguiente, pero los otomanos tuvieron que retirarse, al no haber conseguido capturar ningún castillo importante, y porque una enfermedad se había difundido en el ejército turco. Esteban buscó el apoyo de los cristianos europeos, pero sin éxito. Aun así, se dijo sobre él que "cortó la mano derecha al pagano".
Después de 1484, Esteban tuvo que enfrentarse no solo a los ataques turcos, sino también a los polacos y húngaros. Finalmente, en 1486 firmó un tratado con el sultán Beyazid II, que aseguraba el autogobierno de Moldavia, en cambio por un tributo anual. A partir del siglo XVI, el Principado de Moldavia fue vasallo del Imperio Otomano durante 300 años.
Esteban murió en Suceava, y está enterrado en el monasterio de Putna, construido a sus órdenes.

## Legado

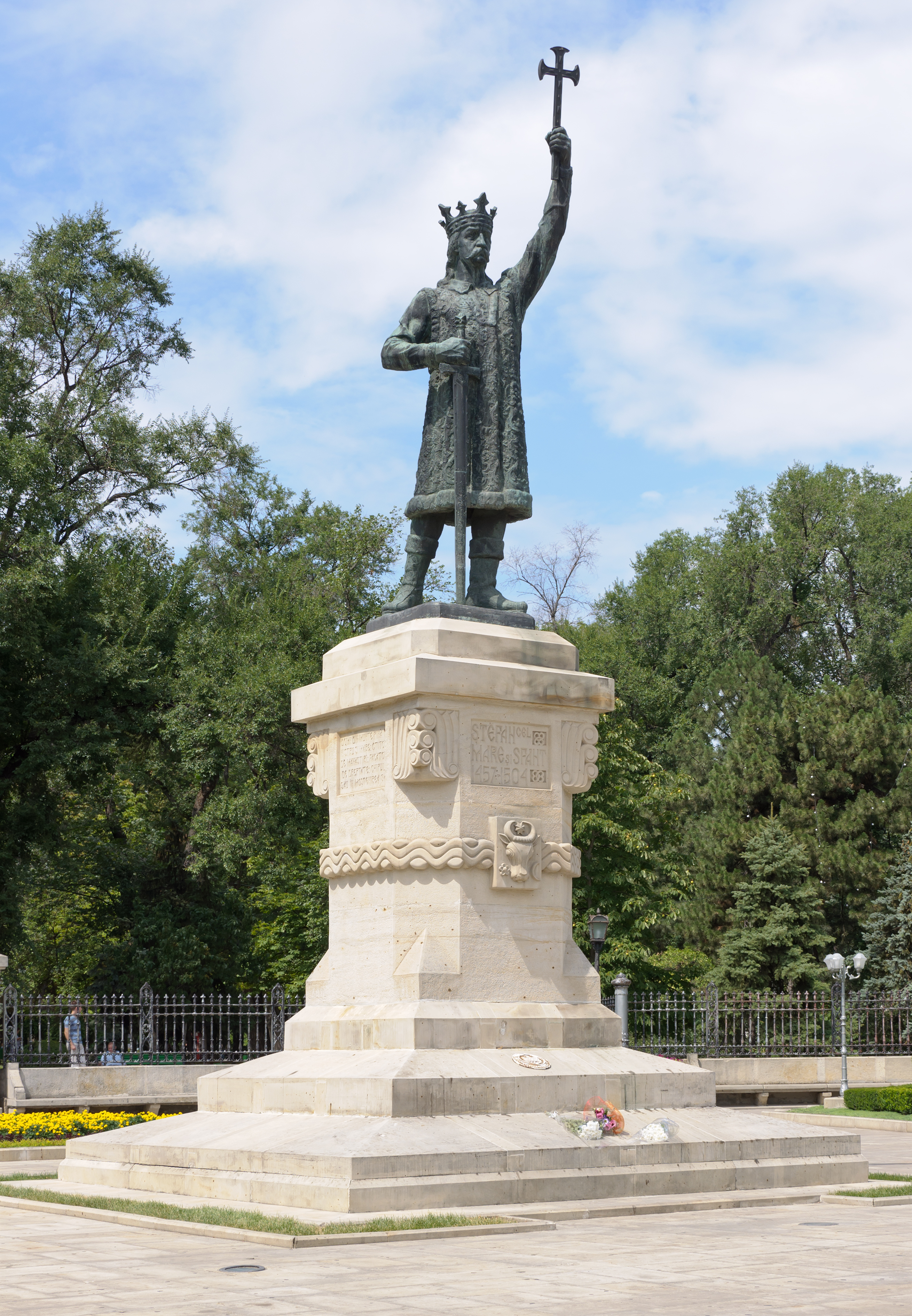
Monumento a Esteban el Grande

Aunque fue marcada por continua turbulencia, el largo reinado de Esteban trajo consigo un considerable desarrollo cultural; muchas iglesias y monasterios fueron construidas a sus órdenes, de los cuales algunos son Patrimonio de la Humanidad. (véase Iglesias de Moldavia)
Esteban fue considerado un santo por muchos cristianos, a poco tiempo después de su muerte. Fue canonizado por la Iglesia Ortodoxa Rumana, bajo el nombre "Dreptcredinciosul voievod Ștefan cel Mare și Sfânt".
En una campaña de la televisión estatal rumana llamada "Mari Români" ("Grandes Rumanos"), Esteban recibió 40.000 votos y fue elegido "el más grande rumano" de la historia.
El historiador rumano Nicolae Iorga afirmó sobre el carácter de Esteban: "El pueblo rumano encontró en Esteban el Grande el más limpio y perfecto ícono de su alma: honesto y trabajador, paciente sin olvidar y valiente sin crueldad, enérgico cuando estaba enfadado y sereno en su perdón, claro y equilibrado en su habla, buen organizador y amante de lo bello, sin soberbia en sus acciones".
La figura de Esteban ha sido invocada en la literatura popular y culta rumana. Los rumanos de su siglo solían cantar "Ștefan Vodă, gran señor, sin semejanza en el mundo, aparte del espléndido sol".
| Predecesor: Petru Aron | Príncipe de Moldavia 1457-1504 | Sucesor: Bogdan III cel Orb |

- Datos: Q218134
- Multimedia: Ștefan III cel Mare / Q218134